# Jan Mikula (fotbalista)
Jan Mikula (* 5. ledna 1992 Havlíčkův Brod) je český profesionální fotbalista, který hraje na pozici levého obránce za český klub FC Slovan Liberec. Je také bývalým českým mládežnickým reprezentantem.

## Klubová kariéra
Svoji fotbalovou kariéru začal v Kovofiniši Ledeč nad Sázavou, odkud v průběhu mládeže odešel nejprve do Vysočiny Jihlava, následně do Slovanu Havlíčkův Brod a Slavie Praha. V roce 2012 se propracoval do prvního týmu. Před ročníkem odešel hostovat zpět do Vysočiny Jihlava, odkud se po roce vrátil do Slavie.
V lednu 2017 odešel na půlroční hostování s opcí na přestup do FC Slovan Liberec. V roce 2017 získal se Slavií titul mistra nejvyšší české soutěže.